# Jacques Tailhié
Jacques Tailhié, né vers 1700 à Villeneuve-d'Agen et mort vers 1778, est un religieux et historien de l'Église français.
Il fut élève de Charles Rollin, dont il publia des abrégés destinés à la jeunesse, et auteur de plusieurs autres ouvrages sur l'histoire de l'Église.

## Œuvres
- Abrégé de l'histoire ancienne de Rollin par l'abbé Tailhié (5 volumes, 1744)
- Abrégé de l'histoire romaine de Rollin avec des réflexions critiques, politiques et morales (4 volumes, 1755)
- Histoire de Louis XII (3 volumes, 1755)
- Abrégé chronologique de l'histoire de la Société de Jésus (1759)
- Portrait des jésuites (1762)
- Histoire des entreprises du clergé sur la souveraineté des rois (2 volumes, 1767)
- Traité de la nature et de gouvernement de l'Eglise, tel que Jésus-Christ l'a prescrit lui-même (3 volumes, 1778)

## Source
- « Jacques Tailhié », dans Pierre Larousse, Grand dictionnaire universel du XIXe siècle, Paris, Administration du grand dictionnaire universel, 15 vol., 1863-1890 [détail des éditions].